# Gumpersberg (Bad König)
Gumpersberg bildet zusammen mit Ober-Kinzig und Mittel-Kinzig den Ortsbezirk Ober-Kinzig der Stadt Bad König im Odenwaldkreis in Hessen.

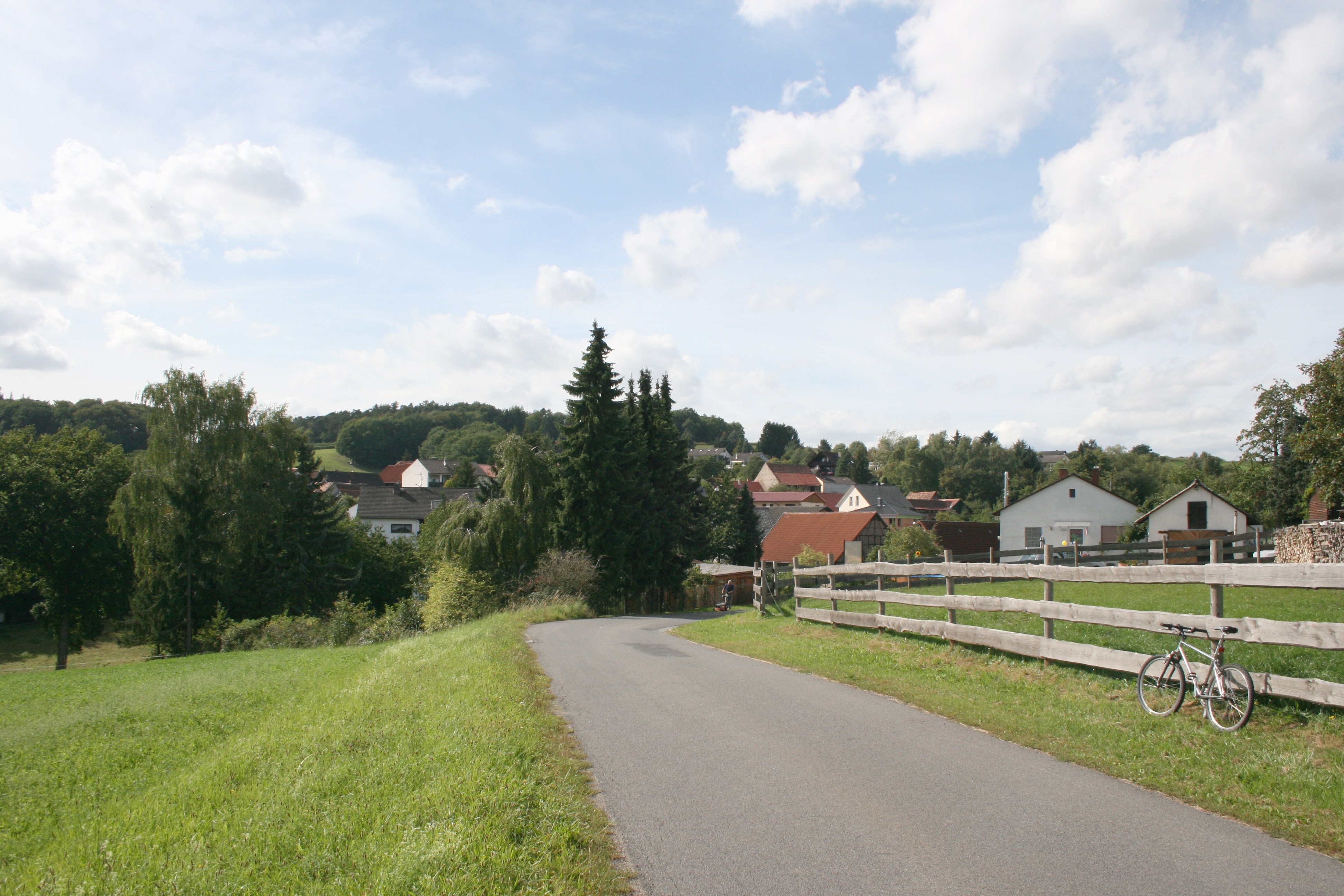
Blick auf Gumpersberg von Südosten

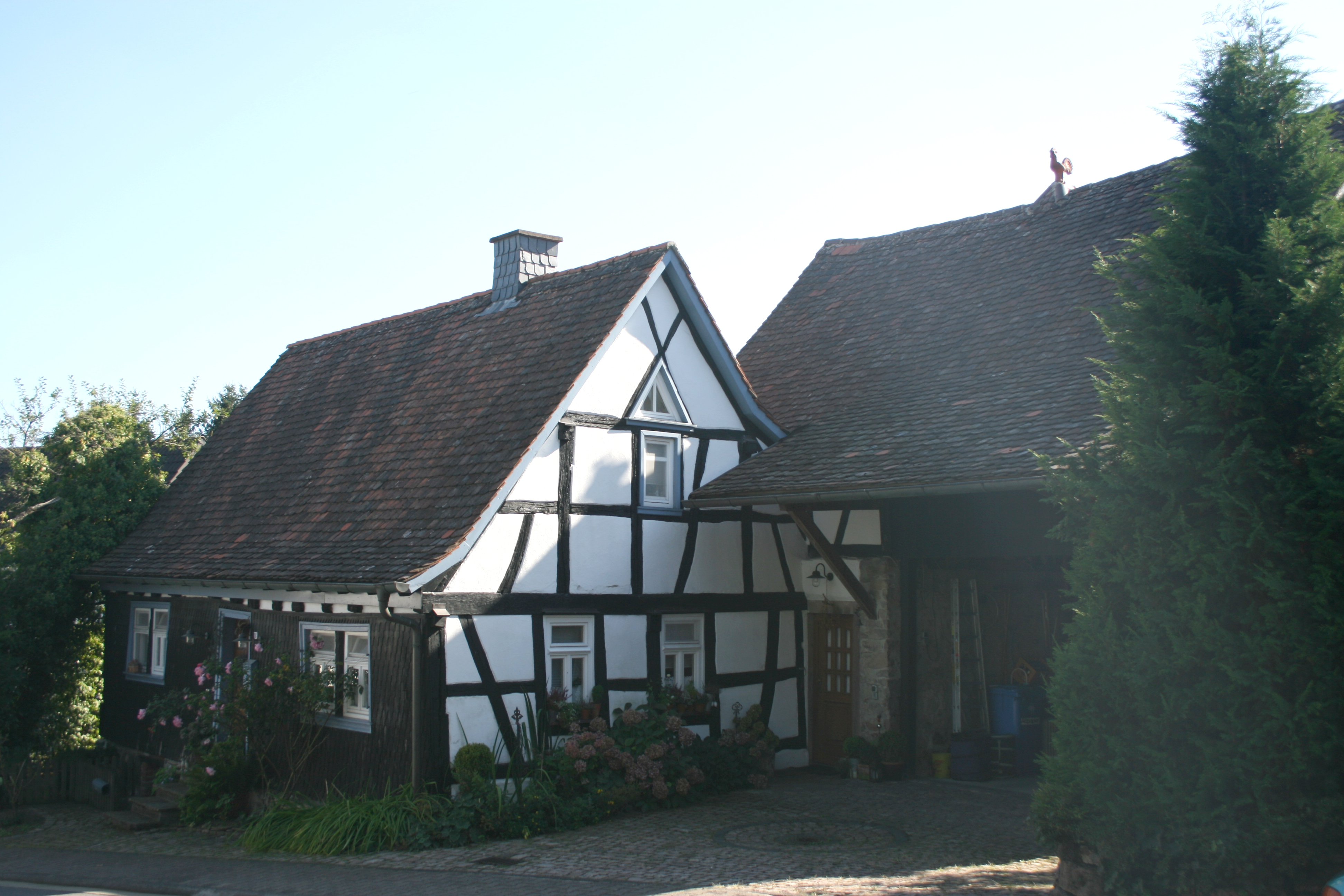
Tagelöhnerhäuschen (Ecke Gumpersberger Straße/Am Tannenkopf)

## Geografische Lage
Gumpersberg liegt im nördlichen Odenwald westlich von Ober-Kinzig in der Nähe der Hohen Straße, die in Nord-Süd-Richtung dem Höhenzug folgt, der Wasserscheide von Mümling und Gersprenz bildet. Die bewaldeten Höhen dieser Bergkette erreichen im Tannenkopf südlich der Ortslage 388 Meter.

## Geschichte
Das Bestehen des Ortes ist unter dem Namen Gamppfersberge oder Gumpprechtsperge seit 1408 urkundlich bezeugt. Gumpersberg gehörte als Teil der Herrschaft Breuberg zum Zentgericht und zum Kirchspiel von Kirchbrombach. Im Jahr 1806 fiel der Ort mit der Grafschaft Erbach an das Großherzogtum Hessen.
Nach Auflösung der alten Amtsstruktur 1822 fiel der Ort in den Zuständigkeitsbereich des Landgerichts Höchst, nach der Reichsjustizreform von 1877 ab 1879 in den des Amtsgerichts Höchst im Odenwald.
Am 1. Mai 1951 wurde die Gemeinde Gumpersberg zugleich mit der Gemeinde Mittel-Kinzig nach Ober-Kinzig eingemeindet. Im Vorfeld der Gebietsreform in Hessen erfolgte am 1. Oktober 1971 auf freiwilliger Basis die Eingliederung von Ober-Kinzig und damit auch von Gumpersberg in die Gemeinde (ab dem 10. Oktober 1980 Stadt) Bad König.

## Kultur
In Gumpersberg stehen zwei um 1800 errichtete Wohngebäude unter Denkmalschutz. Eines der beiden, ein Tagelöhnerhäuschen, ist von sozialgeschichtlichem Interesse und durch seine Lage in der Straßenbiegung auch von Bedeutung für das Dorfbild.

## Verkehr und Infrastruktur
Gumpersberg liegt verkehrsgünstig in der Nähe der Kreuzung der Landesstraßen L 3318 und L 3106 bei Hummetroth. Von dieser Kreuzung zweigt die Kreisstraße K 83 nach Gumpersberg ab und endet hier.